# Physical Fatness
Physical Fatness is een compilatiealbum van het Amerikaanse punklabel Fat Wreck Chords. Het werd uitgegeven op 25 november 1997 en is het derde album uit de Fat Music-serie.

## Nummers
1. "Olive Me" - NOFX - 2:08
2. "Stand" - Good Riddance - 2:33
3. "Whatever Happened to the Likely Lads?" - Snuff - 2:12
4. "Ultimate Devotion" - Strung Out - 2:09
5. "Biggest Joke" (van Vacation) - Goober Patrol - 2:17
6. "My Sweet Dog" (van Angry Fist) - Hi-Standard - 1:36
7. "Cool Kids" (van Bark Like a Dog) - Screeching Weasel - 2:14
8. "Raise a Family" - Lagwagon - 1:36
9. "Sour" - Bracket - 2:22
10. "Next in Line" (van A Juvenile Product of the Working Class) - Swingin' Utters - 3:39
11. "On the Outside" (van Making Friends) - No Use for a Name - 2:51
12. "My Pop the Cop" - The Dickies - 2:11
13. "Painless" (van Under the Influence of Bad People) - Screw 32 - 3:14
14. "True" (van Where Quantity is Job #1) - Propagandhi - 1:43
15. "Partial Birth" (van Collect 'Em All) - Tilt - 2:27
16. "Go Away" - 88 Fingers Louie - 2:27
17. "Me and Julio Down by the Schoolyard" (van Have a Ball) - Me First and the Gimme Gimmes - 2:44
18. "Arsehole" (van Tweet Tweet My Lovely) - Snuff - 2:38